# Скупой (опера)
«Скупой» — опера Василия Пашкевича на либретто Я. Б. Княжнина. Точная дата создания партитуры неизвестна, но по-видимому, первое представление оперы состоялось не позднее лета 1781 года на сцене Театра Карла Книппера в Санкт-Петербурге. После роспуска труппы этого театра в 1783 году, опера исполнялась в Придворном театре. Опера также шла в Московском театре Меддокса примерно с января 1782 года вплоть до пожара в этом театре в 1805 году. Произведение пользовалось большой популярностью и исполнялось во многих крепостных, коммерческих и домашних театрах.

## Жанр, сюжет и оперные формы
Произведение представляет собой пример классицистской комической оперы на русской сцене, однако оно имеет новаторские черты и во многом не укладывается в строгие рамки жанровых традиций. Композитор выбирает для неё распространенный сюжет, однако приспосабливает его к русскому быту XVIII века. В опере соблюдается классицистский принцип триединства места, времени и действия, однако в ней есть не только традиционный юмор, но и черты психологической характеристики действующих лиц.
В произведении использовано всего пять персонажей, хоры отсутствуют. В центре действия находится главный герой - Скрягин, чья фамилия характеризует его характер. В начале оперы он показан типично буффонным персонажем, жалеющим денег для своей племянницы Любимы. Однако в процессе развертывания музыкального действия в его характеристику проникают лирические черты - он влюбляется в Марфу, служанку Любимы, представляющуюся графиней. Позднее же в его характеристику проникает конфликтность - он поставлен перед выбором между деньгами и любовью. Композитор для своего героя создает серьезную драматическую музыку и тем самым усиливает остроту иронии. Примечательно, что главный музыкальный номер, в котором полностью раскрывается характеристика Скрягина выполнен в характере отделенного от других номеров аккомпанированного речитатива - это дает свободу композитору в использовании разнообразных музыкальных средств и является единственным в своем роде примером не просто самостоятельного использования этой оперной формы, но и её применения в кульминационный момент действия.
Углублена также характеристика слуги Скрягина Пролаза и служанки Любимы Марфы. Они оба играют на сцене как бы двойную роль, представляясь Скрягину иными, чем они есть на самом деле. Марфа, для того чтобы хитростью взять у Скрягина деньги для своей госпожи, представляется Скрягину богатой графиней, у которой "деревни близ Китая". Однако она на самом деле влюблена в Пролаза, который знает об её истинном происхождении. Это дает импульс к неожиданным сценическим ситуациям (например, в квинтете). Кроме того она неграмотна, но обладает житейской мудростью и способна в лицо своей госпоже изобразить в сатирическом виде их будущие взаимоотношения, когда та станет богатой (ария Марфы). Пролаз же тоже обладает и умом, и хитростью, но при хозяине вынужден притворяться дураком. Подобные характеристики слуг, где на первое место ставится их ум и сообразительность, роднят эту оперу с будущими операми на сюжеты Бомарше - "Свадьба Фигаро" Моцарта и "Севильский цирюльник" Россини. 
Блестяще написаны также ансамбли. Пашкевич решает сложнейшую задачу одновременной характеристики разноплановых психологических состояний (в этом музыкальная сторона ансамблей сближается с некоторыми ансамблями в комических операх Моцарта). К примеру, противопоставление характеристик Марфы и Скрягина в их дуэте достигается не только текстом (Марфа просит денег в долг, а Скрягин пытается отвлечь её объяснением в любви), но и полифоническими и тембровыми средствами (скрипки противостоят сочетанию альтов и фаготов). Мастерски сделаны также ансамбли действия, наполненные неожиданными контрастами, например, "трио расписки", когда Скрягин диктует Марфе расписку в получении денег, а та, будучи неграмотной, чтобы не раскрыть себя, симулирует головную боль.